# انحطاط
الانحطاط أو التفسخ أو التدهور تستعمل الآن في أغلب الأحيان للإشارة إلى التدهور الملحوظ في المعايير أو الأخلاق أو الكرامة أو الإيمان الديني أو الشرف أو الانضباط أو الجدارة في الحكم بين أعضاء نخبة المجتمع في إمبراطورية أو دولة قومية. ولذلك قد يشير إلى تراجع في الفن والأدب والعلوم والتقانة وأخلاقيات العمل، أو (بشكل فضفاض جدًا) إلى سلوك الانغماس في اللذات.
استعمال المصطلح يعني في بعض الأحيان اللوم الأخلاقي، أو قبول الفكرة التي قوبلت في جميع أنحاء العالم منذ العصور القديمة ، بأن مثل هذه التدهورات يمكن ملاحظتها موضوعيًا وأنها تسبق حتما تدمير المجتمع المعني؛ ولهذا السبب يستعمله المؤرخون المعاصرون بحذر.
إن فكرة أن المجتمع أو المؤسسة في تراجع تسمى انحدارية. هذا هو الاستعداد الناجم عن الانحياز المعرفي مثل استرجاع الماضي الوردي، لرؤية الماضي رؤية أكثر إيجابية والمستقبل رؤية أكثر سلبية. وُصف الانحدار بأنه «خدعة للعقل» و«إستراتيجية عاطفية، شيء مريح للتأقلم معه عندما يبدو يومنا هذا كئيبًا بشكل لا يطاق». تشمل العوامل الأخرى التي تساهم في التراجع عثرة الذكريات بالإضافة إلى التأثير الإيجابي والانحياز للسلبية.

## طالع المزيد
- لامعيارية
- تجارب كلهون
- الخبز والسِّرك
- جدارة
- كليبتوقراطية
- رأسمالية متأخرة
- نسبية أخلاقية
- انهيار مجتمعي
- أفول الأصنام
- تراجع الغرب
- فن منحط